# Ted Drake
Edward Joseph „Ted“ Drake (* 16. August 1912 in Southampton; † 30. Mai 1995 in Raynes Park) war ein englischer Cricket- und Fußballspieler sowie Fußballtrainer. Er war dabei vor allem als Spieler der Meistermannschaft des FC Arsenal in den 1930er-Jahren als auch als Trainer des Vereins FC Chelsea bekannt, mit dem er 1955 den Titel in England gewann, womit er der erste wurde, der sowohl als Spieler als auch als Trainer Meister wurde.

## Spielerkarriere
Drake, der in Southampton geboren wurde, erlernte das Fußballspielen bei Winchester City, bevor er dann Profispieler wurde und sich 1931 dem FC Southampton anschloss. Der mit großen Torjägerqualitäten ausgestattete Mittelstürmer schoss bereits bei seinem Debüt für die „Saints“ drei Tore und erzielte für den Verein insgesamt 48 Treffer in 72 Meisterschaftsspielen. Nebenbei spielte er auch Cricket für den Hampshire County Cricket Club.
Für 6.500 britische Pfund wechselte Drake im März 1934 zum FC Arsenal und erzielte in der ersten Partie gegen die Wolverhampton Wanderers einen Treffer. Obwohl sein Wechsel zu spät war, um eine offizielle Meisterschaftsmedaille zu erringen – Arsenal gewann in dieser Saison die englische Meisterschaft – holte er das bereits in der folgenden Spielzeit nach und schoss bei der Titelverteidigung des FC Arsenal in 41 Ligapartien spektakuläre 42 Tore. Mit den weiteren zwei Treffern im FA Cup und der Charity Shield hält Drake mit 44 Saisontreffern bis heute den Vereinsrekord.
In der anschließenden Saison erzielte Drake am 14. Dezember 1935 in einer einzigen Partie gegen Aston Villa sieben Tore und hält auch in dieser Kategorie die Bestmarke des FC Arsenal. Drake gewann mit seinem Verein in der Saison 1935/36 den FA Cup sowie zwei Jahre später erneut die englische Meisterschaft. Der Zweite Weltkrieg beendete dann Drakes aktive Fußballerlaufbahn, obwohl er während seines Wehrdienstes in der Royal Air Force für Arsenal weiter in sogenannten „Wartime games“ aktiv blieb. Nach Kriegsende musste Drake aufgrund einer schwerwiegenden Wirbelsäulenverletzung seine Karriere dann beenden. Mit 139 Toren in 184 Spielen ist er für Arsenal der fünftbeste Torschütze in der Geschichte (gemeinsam mit Jimmy Brain). Für die englische Nationalmannschaft kam er in fünf Spielen zum Einsatz, wo ihm sechs Tore gelangen. Er war zudem einer von sieben Arsenal-Akteuren, die im November 1934 für England im Spiel gegen den Weltmeister aus Italien – dem berühmten „Battle of Highbury“ – antraten.

## Trainerlaufbahn
Nach seinem Rücktritt als Spieler nahm Drake im Jahre 1946 das Traineramt beim FC Hendon an und wechselte ein Jahr später zum FC Reading. Diesen Verein führte er 1952 zur Vizemeisterschaft in der drittklassigen Third Division South, was damals nicht zum Aufstieg in die zweite Liga reichte. Anschließend wurde er im selben Jahr noch als Erstligatrainer des FC Chelsea verpflichtet.
Drake begann nach seiner Ankunft beim FC Chelsea damit, eine Reihe von Veränderungen durchzuführen, die sich gegen das Image des Vereins als „dilettantischen Zirkusverein“ richteten. Er sorgte für die Abschaffung des vormaligen Vereinswappens „Chelsea pensioner“ und bestand darauf, dass der Verein den Spitznamen „Pensioners“ (deutsch: „Rentner“) durch einen neuen ersetzte. Aus diesen Anregungen heraus wurde das neue Wappen „Lion Rampant Regardant“ und der „Blues“-Spitzname geboren. Drake installierte zudem ein System von Scoutingberichten und professionalisierte die Trainingsarbeit, wie sie im englischen Fußball zu diesem Zeitpunkt immer noch selten stattfand. Die vormalige Vereinspolitik, recht unzuverlässige Spieler mit großen Namen zu verpflichten, änderte sich fundamental und Drake nutzte seine Kenntnisse aus den niederen Profi- und Amateur-Spielklassen dazu, weniger bekannte aber ehrgeizige Spieler wie Johnny McNichol, Frank Blunstone, Derek Saunders, Jim Lewis und Peter Sillett in die Mannschaft einzubauen.
Innerhalb von drei Jahren führte Drake den FC Chelsea in der Saison 1954/55 zur einzigen englischen Meisterschaft des Vereins im 20. Jahrhundert. Er war damals zudem der Erste, der den englischen Meistertitel sowohl als Spieler als auch als Trainer gewinnen konnte. Danach konnte Drake nicht mehr annähernd an diesen Erfolg anknüpfen. Die Meistermannschaft war zwischenzeitlich auseinandergebrochen und wurde durch junge Vereinstalente wie Jimmy Greaves, Peter Brabrook und Bobby Tambling, für die Drake aber eine unnahbare Person darstellte, ersetzt. Die Leistungen und Resultate wurden sehr unbeständig und der Verein stagnierte im Mittelfeld der Liga. Die FA-Cup-Niederlage im Jahre 1961 gegen den Viertligisten Crewe Alexandra wurde schließlich zu einem Menetekel für Drake, der dann früh in der Saison 1961/62 entlassen wurde. 
Nach seinem Weggang von Chelsea betreute Drake noch die Reservemannschaft des FC Fulham, wo auch sein Sohn Bobby spielte. Er arbeitete danach noch in der Vereinsführung der „Cottagers“ und wurde später zum Präsidenten des Vereins auf Lebenszeit. 
1970 war Drake für sechs Monate Assistenztrainer von Vic Buckingham beim FC Barcelona, nachdem er schon von 1965 bis zum Abstieg 1968 dieselbe Funktion unter ihm beim Londoner FC Fulham hatte.
Drake starb im Alter von 82 Jahren am 30. Mai 1995. Sein Todestag war identisch mit dem von Bobby Stokes, einer anderen Fußballlegende, deren Profikarriere in Southampton begonnen hatte.

## Erfolge

### Als Profifußballer
- Englischer Meister: 1935, 1938
- FA-Cup-Sieger: 1935/36

### Als Trainer
- Englischer Meister: 1955